# Filatov Loeg
Filatov Loeg (Russisch: Филатов Луг) is een station aan de Sokolnitsjeskaja-lijn van de Moskouse metro. 

## Geschiedenis
De eerste plannen voor het station dateren van 26 juni 2014 toen opdracht werd gegeven voor het opstellen van een plan voor een verlenging van de Sokolnitsjeskaja-lijn met twee stations ten zuiden van het op dat moment in aanbouw zijnde station Salarjevo. Deze verlenging moest de toekomstige woongebieden in de annexaties van 2012 een aansluiting op de metro bieden. In de zomer van 2015 was al sprake van 5 stations met Sosenki als eindpunt. Sosenki zou het overstappunt worden met de Kommoenarskaja-lijn en de aanleg was pas voor de langere termijn voorzien. In november verscheen een bestemmingsplan voor de annexaties waar voor de eerste fase alleen nog Filatov Loeg was opgenomen. Begin 2016 werden de plannen voor de verlenging gewijzigd waarbij het aantal stations weer tot 5 werd verhoogd. In juni werd het vijfde station geschrapt, tevens werd toen het tracé langs de snelweg tussen Boetovo en Solntsevo vastgesteld met Stolbovo, thans Kommoenarka, als eindpunt.

## Aanleg
In september 2016 begon het voorbereidende werk op de bouwplaats van het station. De heipalen gingen eind juni 2017 de grond in, de formele goedkeuring van het project volgde in juli 2017. Op 16 maart 2018 werd de inschrijving voor diverse deelprojecten op de website voor openbare aanbestedingen opengesteld. De inschrijving werd op 12 april 2018 gesloten en de bouwwerkzaamheden zouden in oktober 2019 moeten worden afgerond. Desondanks werd opening van de lijn voor de lente van 2019 ingepland. Op 12 januari 2018 naderde het station zijn voltooiing, inclusief de borden in het station en bij de toegangsbruggen die over de snelweg naar het station voeren. De lijn zelf werd op 14 januari 2019 opgeleverd, op 22 mei 2019 liet P. Aksenov, adjunct-directeur van de metro, weten dat de proefritten in juni zullen plaatsvinden. De rezigersdienst ging op 20 juni 2019 van start.

## Ligging en ontwerp
Het station ligt bovengronds in de middenberm van de snelweg tussen Solntsevo en Boetovo, bij de buurtschap Filatov Loeg. De reizigers bereiken via een loopbrug over de snelweg de verdeelhal op de bovenste verdieping van het station. Via een balkon boven de sporen worden de trappen in het midden van het perron bereikt. Hoewel bovengronds is het geheel als loods opgebouwd om de reizigers ook tijdens de strenge winters een aangenaam verblijf op het station te bieden. Het ontwerp van het station is geïnspireerd op de architectuur van oude treinstations zoals Waterloo Station in Londen uit 1848, Pennsylvania Station in New York uit 1910 en Kievski Vokzal in Moskou uit 1918. De wanden van de begane grond worden wit geschilderd, daarboven geel, de randen worden zwart. In het station worden bij de uitgangen en de kaartverkoop de kleuren rood en geel gebruikt. De wanden ter hoogte van het perron zijn van glas, de hoogte van de loods bedraagt ongeveer 10 meter.   

## Galerij

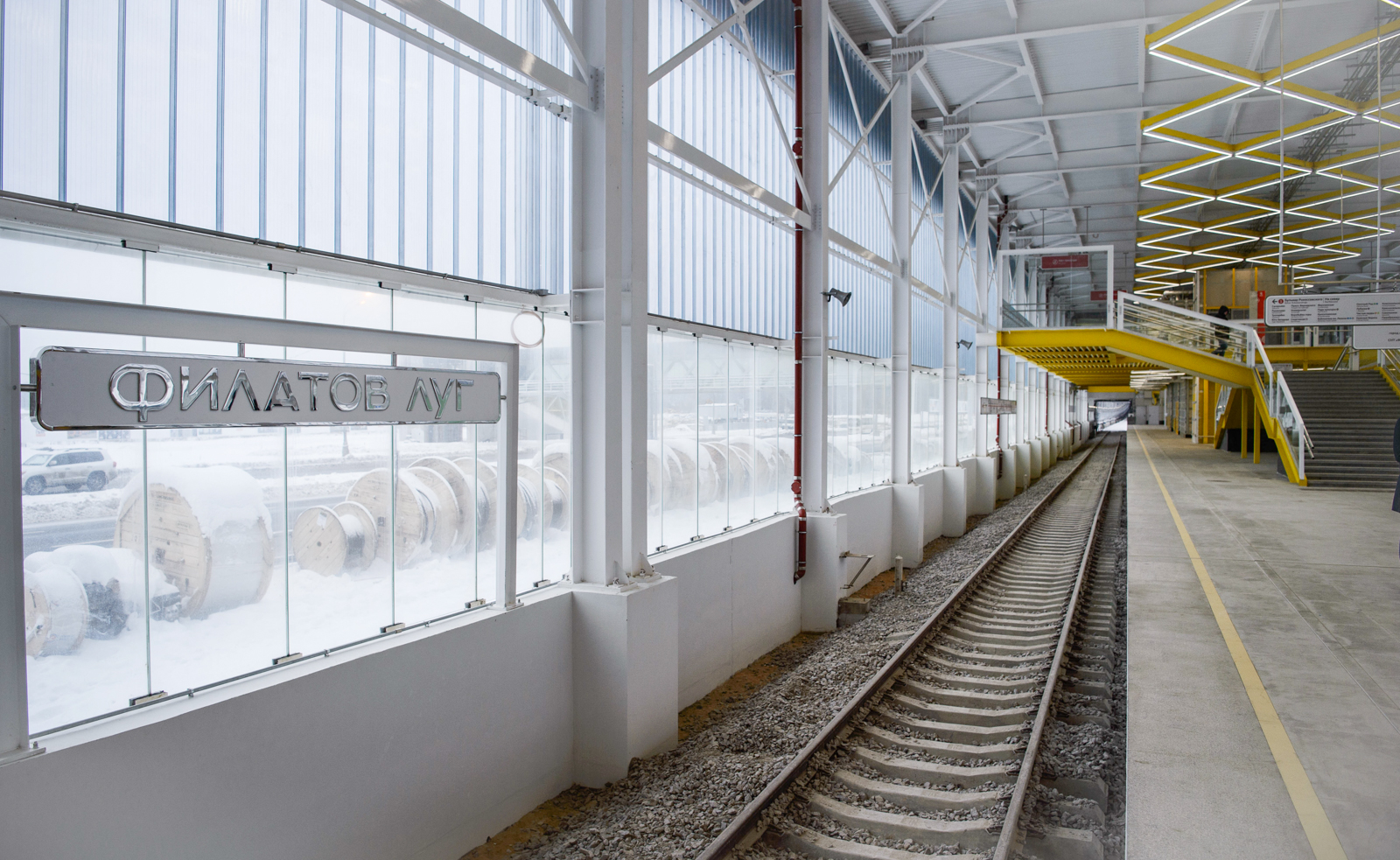
De stationsnaam voor de glazen buitenwand
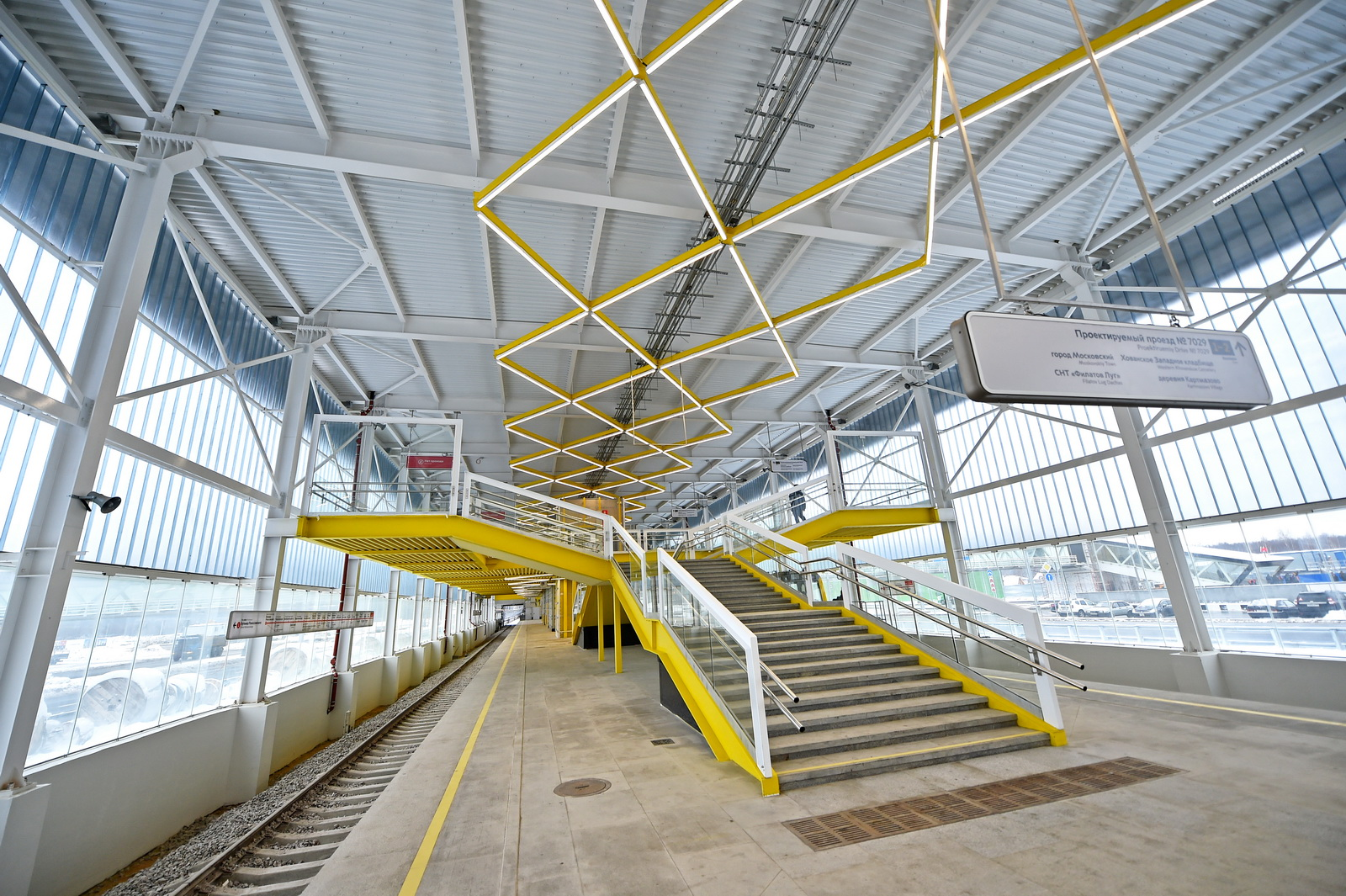
De trappen in het midden van het perron, buiten is de noordelijke toegang te zien
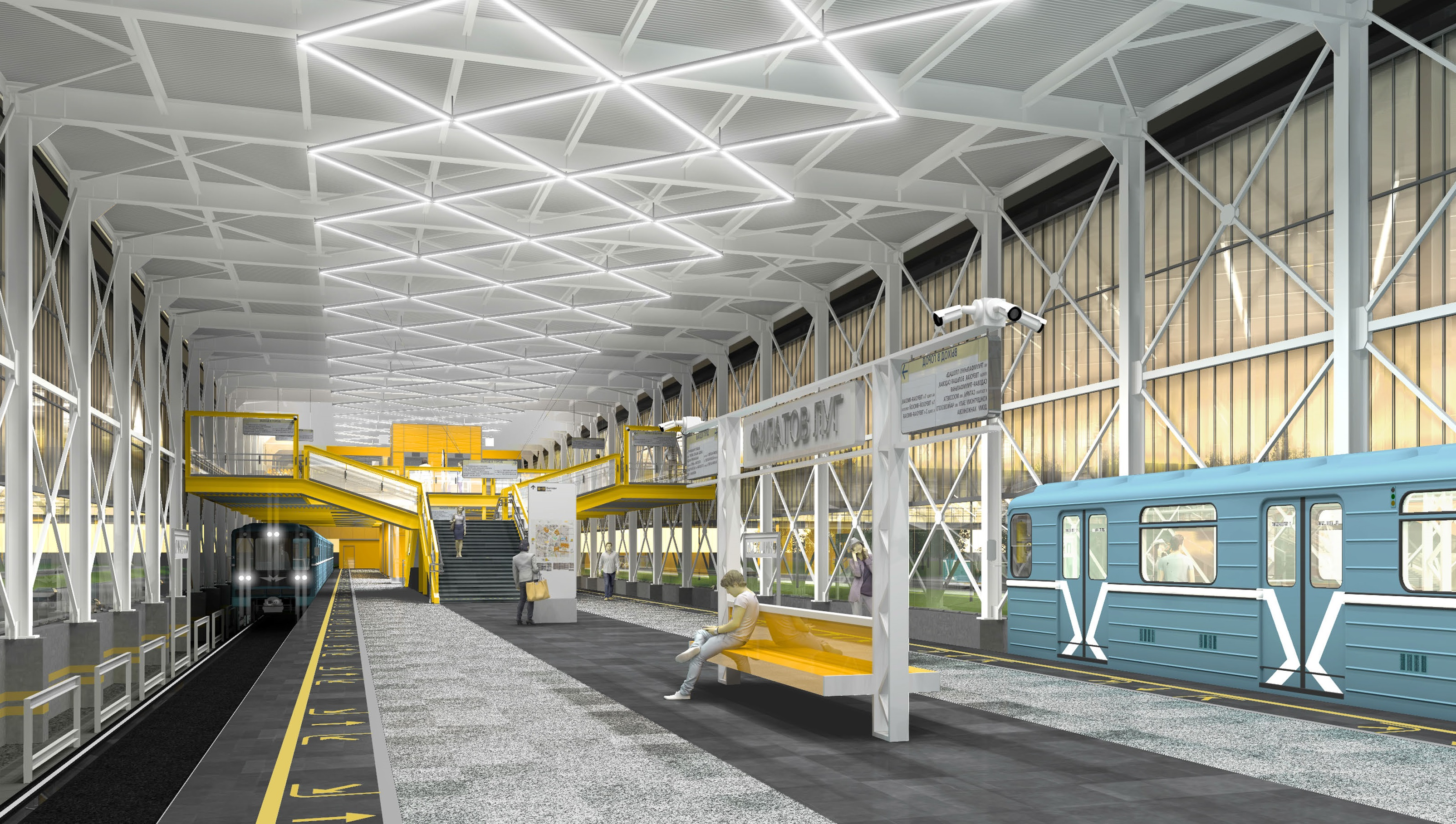
Impressie van het ontwerp